# Bothered atmos
Bothered atmos is een studioalbum van Radio Massacre International. De titel verwijst naar hun vorige album Borrowed atoms. Bothered atoms bevat muziek, die tot het eind toe bestemd was voor Borrowed atoms, maar hun platenlabel Centaur Discs Ltd. vond een dubbelalbum commercieel gezien al het uiterste. Bothered atoms werd daarom in eigen beheer uitgegeven op cd-r, hier voor het eerste genummerd.    

## Musici
- Steve Dindale – synthesizers
- Duncan Goddard – gitaar, synthesizers
- Gary Houghton - synthesizers

## Muziek
| Nr. | Titel                                          | Duur  |
| --- | ---------------------------------------------- | ----- |
| 1.  | Weightless                                     | 16:55 |
| 2.  | Snap                                           | 11:56 |
| 3.  | All the water in the universe is melted comets | 23:22 |
| 4.  | Cathedral floor                                | 21:39 |